# Malé Otročí jezero
Malé Otročí jezero (anglicky Lesser Slave Lake) je jezero v provincii Alberta v Kanadě. Má rozlohu 1200 km². Je více než 100 km dlouhé a přibližně 15 km široké. Průměrně je hluboké 11,4 m a dosahuje maximální hloubky 20,5 m.
U východního konce jezera se u jeho ústí do Malé Otročí řeky rozkládá městečko Slave Lake. Podle webové stránky města pochází jméno Otročí jezero od „domorodého národa několika kríjskými kmeny dobývajícími jeho loviště pohrdlivě nazývaným Otročí indiáni“.

## Pobřeží
Břehy jsou mírně skloněné a na jihu deltové.

## Vodní režim
Do jezera ústí řeky Heart a Driftpile. Z jezera odtéká Malá otročí řeka přítok řeky Athabasca (povodí Mackenzie).

## Fauna a flóra
Na jezeře je rozvinuto rybářství (síh) a chov norků.

## Osídlení pobřeží

### Ochrana a hospodářský rozvoj

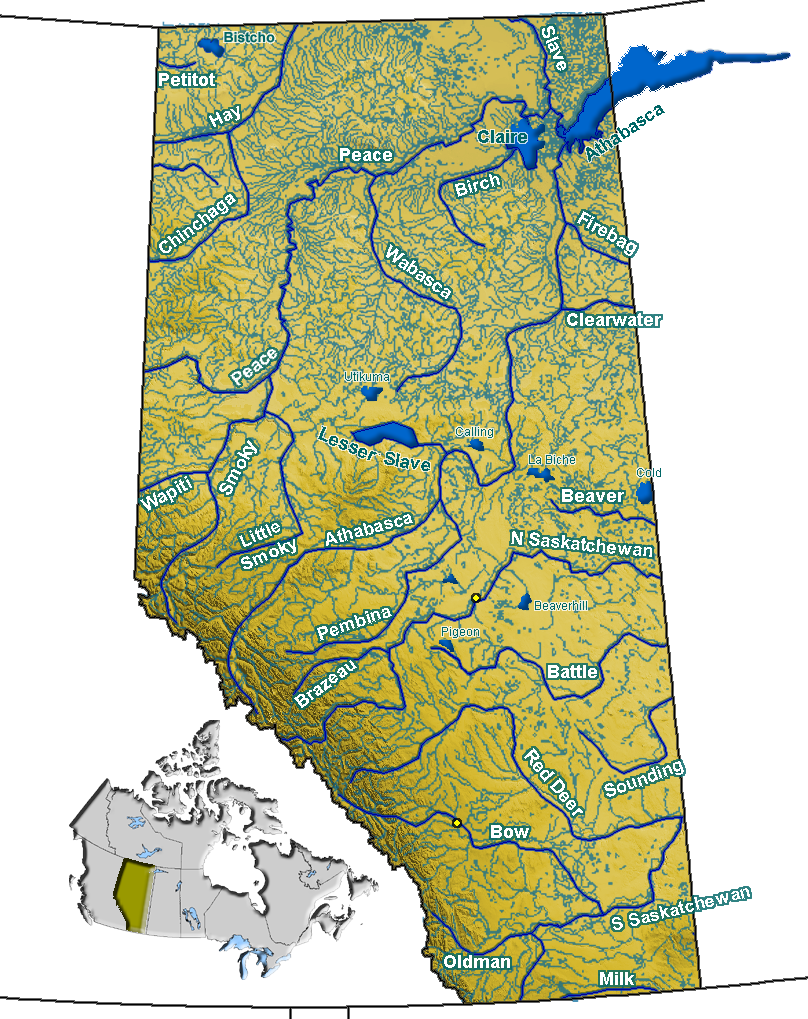
Malé Otročí jezero ve středu Alberty

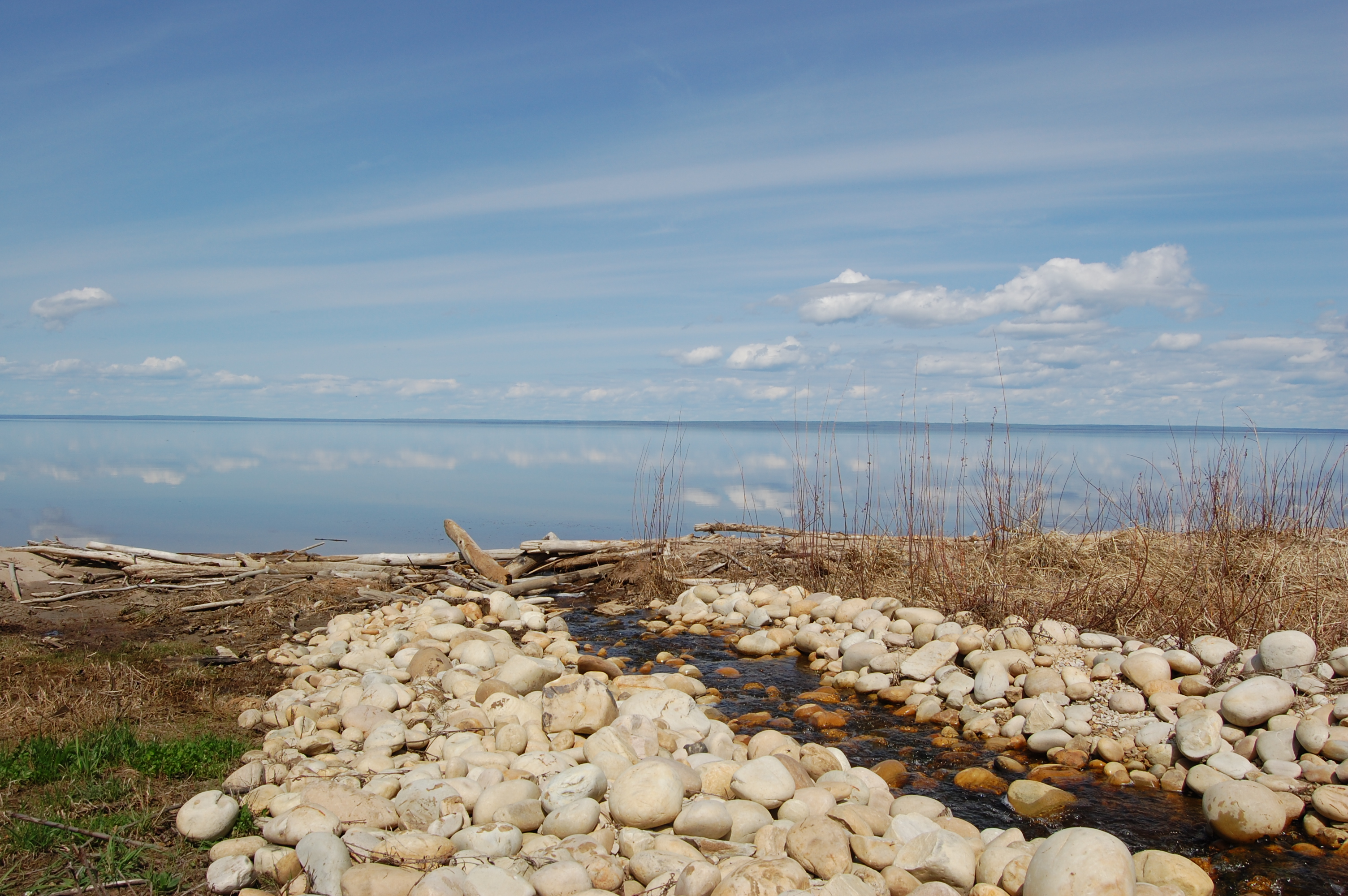
Malé Otročí jezero u Canyon Creeku

Díky svému umístění na hlavním tahu stěhovavých ptáků je Malé Otročí jezero oblíbeným mezi ptáčníky. Blízký provinční park Lesser Slave Lake Provincial Park udržuje u písečných pláží místa a zařízení pro táboření, společně i s několika místy u skalnatých pláží. Populární rybaření je legální. Celý severní břeh jezera je chráněn, další chráněná území jsou provinční park Hilliard's Bay Provincial Park, rezervace Lesser Slave Lake Wildland a Grouard Trail Park Reserve.
V okolí jezera je rozvinutá turistika.

### Sídla a komunikace
Po jižním břehu jezera je vedena Albertská silnice Highway 2 a železniční dráha Canadian National Railway a na východním konci jezera má svůj nejjižnější bod silnice Bicentennial Highway.
Na břehu jezera bylo zřízeno několik indiánských rezervací :
- Kapawe'no First Nations Lands 150, 230 a 231 indiánského kmene Kapawe'no First Nation,
- Sucker Creek 150a indiánského kmene Sucker Creek Cree First Nation
- Drift Pile River 150 indiánského kmene Driftpile First Nation
- Swan River 150e indiánského kmene Swan River First Nation
- Sawridge 150g a h indiánské tlupy Sawridge Band

## Havárie vrtulníku v roce 2011
Během hašení požáru u jezera se do něj 20. května 2011 zřítil vrtulník Bell 212. Čtyřiapadesátiletý pilot, Jean-Luc Deba z Montrealu při nehodě zahynul. Při prvním výročí nešťastné události pak byl na jeho počest pojmenován park u Canyon Creeku.